# Ліберально-демократична партія Молдови
Ліберально-демократична партія Молдови (рум. Partidul Liberal Democrat din Moldova, PLDM, ЛДПМ) — право-центристська політична партія в Молдові. Утворена 8 грудня 2007 року. Партію очолює Влад Філат.

## Історія
8 жовтня 2007 ініціативна група під керівництвом з екс-віце-голови Демократичної партії, депута парламенту Володимира Філата представила новий політичний проект з ліберал-демократичної доктрини. Нова партія позиціонує себе як опозиція по відношенню до Партії комуністів Республіки Молдова, Християнсько-демократичної народної партії і Демократичної партії Молдови. В ініціативній групі числилися Олександр Тенасе, Міхай Ґодя, Юліан Фрунташу, Анжела Брашовяну, Андрей Малашевський, Валерій Стрелець, В'ячеслав Негруца та інші.
8 грудня 2007 було проведено I з'їзд Ліберально-демократичної партії Молдови. Головою ЛДПМ був обраний депутат Володимир Філат, першими віце-головами — Александру Тенасе і Міхай Ґодя.
Після парламентських виборів 29 липня 2009, 8 серпня чотири з п'яти партій, що подолали виборчий поріг — Ліберальна партія, Демократична партія, Альянс «Наша Молдова» і Ліберально-демократична партія Молдови підписали декларацію про утворення правлячої коаліції «Альянс за європейську інтеграцію».
25 вересня 2009 голова ЛДПМ Володимир Філат був обраний прем'єр-міністром Республіки Молдова. До кабінету Володимира Філата увійшли 7 з 19 міністрів: Юріе Лянке — перший віце-прем'єр міністр і міністр закордонних справ і європейської інтеграції, Віктор Бодю — державний міністр, Віктор Катан — міністр внутрішніх справ, В'ячеслав Негруца — міністр фінансів, Володимир Хотіняну — міністр охорони здоров'я і Александру Тенасе — міністр юстиції.
Після парламентських виборів 28 листопада 2010, 30 грудня лідери ЛДПМ, ДПМ та ЛП Володимир Філат, Маріан Лупу і Міхай Гімпу підписали декларацію про утворення правлячої коаліції «Альянс за європейську інтеграцію II». До кабінету Володимира Філата увійшли 8 з 18 міністрів.
22 березня 2011 на одній з прес-конференцій лідер ЛДПМ Влад Філат і голова Альянсу «Наша Молдова» Серафим Урекян підписали декларацію про об'єднання цих політичних партій.
10 квітня 2011 було проведено IV з'їзд ЛДПМ. Голова партії Володимир Філат оголосив про призначення генерального секретаря Уряду Молдови Віктора Бодю — кандидатом ЛДПМ на пост генерального примара Кишинева. Також на з'їзді Юріе Лянке був обраний першим віце-головою партії.
4 травня 2011, на одній з прес-конференцій, перший заступник голови Ліберал-демократичної партії Молдови Міхай Ґодя оголосив про свій вихід з ЛДПМ через те, що нинішня ЛДПМ сильно відрізняється від партії 2007. Також Міхай Ґодя скептично поставився до кандидатури Віктора Бодю на посаду примара Кишинева. Пізніше Ґодя оголосив про те, що буде балотуватися як незалежний кандидат на посаду примара столиці.
5 березня 2013 парламент Республіки Молдови виніс вотум недовіри уряду під керівництвом Володимира Філата. За відставку уряду проголосували 54 депутати: 34 — від Партії комуністів, 15 — від Демократичної партії, 3 — від Партії соціалістів і 2 утрималося.
25 вересня 2014 було оголошено про виключення з парламентської фракції В'ячеслава Іоніце, голови парламентської комісії з економіки, бюджету та фінансів. Причиною було звинувачення на адресу свого партійного лідера Володимира Філата в злодійських схемах з виведення грошей з Banca de Economii.
26 лютого 2015 Юріе Лянке оголосив про вихід з Ліберал-демократичної партії Молдови через те, що нинішня ЛДПМ сильно відрізняється від партії, яка була в останні роки. Також причиною є те, що ЛДПМ порушила обіцянку громадянам не перебувати у співпраці з Партією комуністів, а також через призначення міноритарного уряду з ЛДПМ і ДПМ, підтриманого ПКРМ. Будучи кандидатом на посаду прем'єр-міністра на другий термін, Юріе Лянке ґрунтувався на підтримці проєвропейських партій, включаючи Ліберальну партію, а не на підтримку комуністів.
27 лютого 2015 про вихід з парламентської фракції ЛДПМ оголосив Євген Карпов з тих же причин, що і Юріе Лянке, хоча сам ніколи не був членом ЛДПМ. Після виходу з фракції в парламенті залишилося 21 депутат Ліберал-демократичної партії Молдови.
21 липня 2015 про вихід з парламентської фракції ЛДПМ і з партії оголосив Микола Журавський. У парламентській фракції Ліберал-демократичної партії Молдови залишилося 20 депутатів.
17 вересня 2015 про вихід з парламентської фракції ЛДПМ і з партії оголосив Петро Штірбате. У парламентській фракції Ліберал-демократичної партії Молдови залишилося 19 депутатів.
15 жовтня 2015, після зняття депутатської недоторканності з Володимира Філата і звинуваченнями його в корупції і виведення грошей з державного бюджету Молдови, він склав із себе повноваження голови ЛДПМ. 

## Кількість депутатів ЛДПМ (з 2009)
|  |

## Віддані за ЛДПМ голоси (з 2009)
|  |